# Oued Zenati
Oued Zenati è un comune dell'Algeria, situato nella provincia di Guelma.